# Степовка (Полтавская область)
Степовка (укр. Степівка) — село, Запсельский сельский совет, Кременчугский район, Полтавская область, Украина.
Код КОАТУУ — 5322481307. Население по переписи 2001 года составляло 85 человек.

## Географическое положение
Село Степовка находится на расстоянии в 1 км от села Бутенки и в 1,5 км — село Остапцы. Местность вокруг села сильно заболочена, там много небольших заросших озёр.

## История
- В 1862 году на хуторе владельческом Натягайловский было 4 двора где жило 22 человека.
- В 1911 году на хуторе Натягайловка была земская школа и жило 704 человека.[2]